# Victor Massé

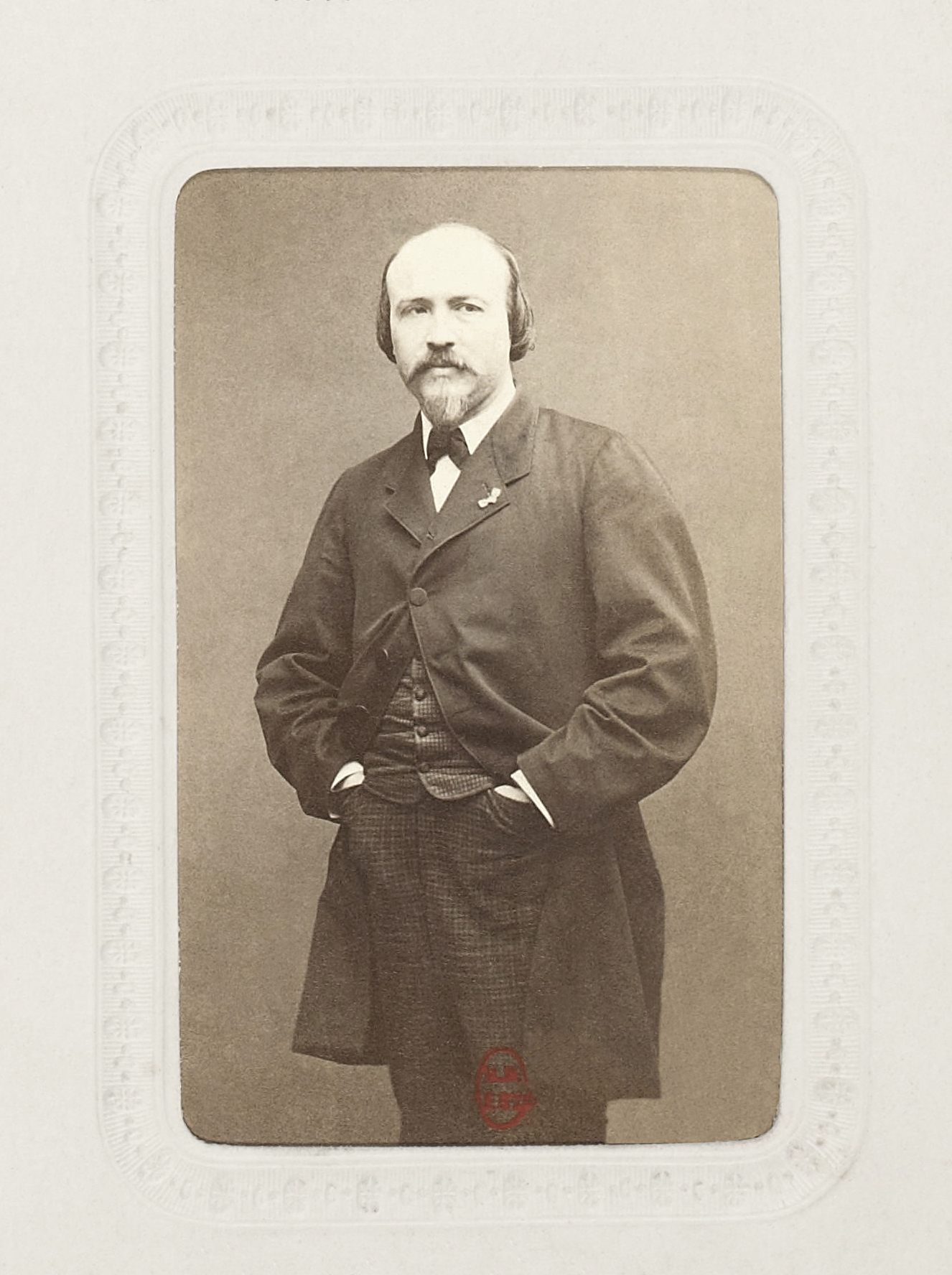
Victor Massé

Victor Massé (* 7. März 1822 als Félix Marie Massé in Lorient, Département Morbihan; † 5. Juli 1884 in Paris) war ein französischer Komponist.

## Leben
Seit 1834 studierte Massé am Conservatoire de Paris unter anderem bei Fromental Halévy und Zimmermann. 1844 erhielt Massé den Prix de Rome mit einer Kantate. Obwohl der geistlichen Musik zugeneigt, entschied er sich für die Oper. Von 1850 bis zu seinem Tod versorgte er die Pariser Opéra-Comique mit Repertoirewerken. 1860 wurde er Chordirigent an der Pariser Oper, 1866 Kompositionslehrer am Conservatoire.
Weil er in einer Umbruchphase des Genres Opéra-comique ein Vertreter des konservativen Stils war, geriet er bald in Vergessenheit, obwohl er zu seiner Zeit häufig aufgeführt wurde. Erwähnenswert sind die Werke Galathée (1852) als Opernfassung des Pygmalion-Stoffs (1865 von Franz von Suppè als Die schöne Galathée erfolgreich neuvertont) und der Einakter Les noces de Jeannette (1853), der bis zum Ende des Jahrhunderts mehr als tausendmal gespielt wurde. Die Oper Paul et Virginie (1876) nach dem Roman von Bernardin de Saint-Pierre hatte nicht den gewünschten Erfolg. Sein letztes Werk, Une Nuit de Cléopâtre nach einem Libretto von J. Barbier, wurde posthum im April 1885 in Paris uraufgeführt.
Seit 1877 war er Mitglied der Königlichen Akademie von Belgien.

## Werke
In Meyers Konversationslexikon von 1885 bis 1892 von seinen folgende Opern und weitere zu nennen sind.
- La chateuse Voilee (1850)
- Galathée (1852)
- Les noces de Jeannette (1853)
- La fiancée du diable (1854)
- La reine Topaze (1856)
- Le cousin de Marivaux (1857)
- La fée Carabosse (1859)
- Le fils du brigadier (1867)
- Paul et Virginie (1876)
- La nuit de Cléopatre (1877)